# Side by Side
"Side by Side" to popularna piosenka napisana w 1927 roku przez Gusa Kahna i Harry'ego M. Woodsa. 
Piosenka wykorzystana została w filmie Richie Rich, jako hasło do sejfu Richa (śpiewane przez jego rodziców).

## Wykonania
- Paul Anka (1960)
- Pat Boone i Shirley Boone (1959)
- Ray Charles i Betty Carter (1961)
- Patsy Cline
- Cliff "Ukelele Ike" Edwards (1927)
- Keller Sisters and Lynch z Charleyem Straightem i jego orkiestrą (1927)
- Bill Haley y sus Cometas (1962)
- The Duke Ellington Orchestra z wokalem Johnny'ego Hodgesa (1958)
- The Four Lads
- Frankie Laine i Michel Legrand (1958)
- Steve Lawrence i Eydie Gormé (1960)
- Brenda Lee (1959)
- Trini Lopez (1965)
- Nick Lucas (1927)
- Lee Morse (1927)
- Dean Martin (1966)
- Merle Twins (1928)
- Hayley Mills
- Guy Mitchell
- Jane Morgan
- Maria Muldaur (i przyjaciele) (1990)
- Oreste and his Queensland Orchestra z Jackiem Kaufmanem (1927)
- The Gene Krupa Orchestra z wokalem Anity O'Day (1942)
- Rhythm Boys, w tym: Bing Crosby, Paul Whiteman i jego orkiestra (29 kwietnia 1927)
- John Serry, Sr. (1956)
- Keely Smith
- Aileen Stanley i Johnny Marvin (1927)
- Kay Starr (1953)
- Dan Terry (1954)
- Caterina Valente (1957)
- Faron Young
- Bruce Willis i Danny Aiello